# Бикулово
Бику́лово (тат. Биккол) — деревня в Нурлатском районе Республики Татарстан, административный центр и единственный населённый пункт Бикуловского сельского поселения.

## Этимология
Топоним произошёл от антропонима «Биккол».

## География
Село находится близ границы с Самарской областью, на реке Аксумлинка, в 18 км к западу от города Нурлата.

## История
Деревня основана в XVIII веке выходцами из сёл Тюрнясево и Ерыкла.
В «Списке населенных мест по сведениям 1859 года», изданном в 1866 году, населённый пункт упомянут как казённая деревня Новопоселенное Биккулово 2-го стана Чистопольского уезда Казанской губернии. Располагалась при речке Аксумле, по левую сторону торговой дороги из Чистополя в Самару, в 115 верстах от уездного города Чистополя и в 76 верстах от становой квартиры в казённом пригороде Билярске (Буляре). В деревне в 98 дворах жили 548 человек (281 мужчина и 267 женщин). Была мечеть.
До 1860-х годов жители относились к категории государственных крестьян. Занимались земледелием, разведением скота. В 1778 году в деревне была построена первая мечеть, в 1883—1886 годах — вторая, в 1905—1906 — третья (сохранилась; памятник архитектуры). При мечетях действовали медресе.
В начале XX века в деревне функционировали ветряная мельница, крупообдирка, мануфактурная и мелочная лавки. В этот период земельный надел сельской общины составлял 1707 десятин.
До 1920 года деревня входила в Старо-Максимкинскую волость Чистопольского уезда Казанской губернии. С 1920 года в составе Чистопольского кантона ТАССР. С 10 августа 1930 года в Октябрьском (с 10 декабря 1997 года —  Нурлатский) районе.

## Население
| 1859 | 1897  | 1920  | 1926  | 1938 | 1949 | 1958 |
| ---- | ----- | ----- | ----- | ---- | ---- | ---- |
| 548  | ↗1086 | ↗1538 | ↘1177 | ↘831 | ↘702 | ↘698 |
| 1970 | 1979  | 1989  | 2000  | 2010 | 2011 | 2012 |
| ↗819 | ↘656  | ↘410  | ↗463  | ↗491 | ↘489 | ↘473 |
| 2013 | 2014  | 2015  | 2016  | 2017 |      |      |
| ↘462 | ↘456  | ↗458  | →458  | ↘444 |      |      |

Национальный состав села: татары.

## Экономика
Основная работоспособная часть населения трудится в ООО «Башак», КФХ «Сулейманов А. И.», которые занимаются животноводством и полеводством.

## Инфраструктура
Клуб, библиотека, фельдшерско-акушерский пункт, 2 частных магазина.

## Религия
Мечеть (памятник архитектуры).